# Personaggi di So I'm a Spider, So What?
Questo è un elenco dei personaggi che appaiono nella serie di light novel So I'm a Spider, So What? di Okina Baba e pubblicata da Fujimi Shobō.

## Personaggi principali
Shiraori (白織?, lett. tessitrice bianca) / Bianca (白?, Shiro)
Doppiata da: Aoi Yūki, Sumire Uesaka (promo)
La protagonista priva di nome, soprannominata "Kumoko" dal fandom (nome poi adottato da Okina Baba durante alcuni momenti di auto-introduzione nella web novel e nella light novel, e usato nell'ending dell'anime). Si è reincarnata in un ragno, appartenente a una specie nota come Taratect, all'interno del Gran labirinto di Elroe, il dungeon più pericoloso conosciuto dagli uomini, dove deve costantemente combattere per sopravvivere, percorrendo un percorso evolutivo che la porta a diventare man mano incredibilmente potente e venendo conosciuta dagli umani con l'epiteto di "Incubo del Labirinto". Inizia come Taratect piccolo minore per poi evolversi nella versione migliorata di Taratect piccolo; prosegue come Taratect piccolo velenoso, specializzandosi nel veleno; per non rinunciare alle sue piccole dimensioni sceglie di diventare una Zoa Ele, abile nell'agilità e nell'uso del mortale attributo putrefacente, e in una Ede Saine, specializzandosi in attacchi furtivi; in seguito riesce a evolversi in una specie unica chiamata Zana Horowa, dotata dell'abilità Immortale che le permette di rimanere in vita anche dopo aver subito ferite mortali, e culminando in Arachne, ottenendo un corpo umano sopra quello di ragno. A differenza degli altri reincarnati rinati con delle abilità uniche, possiede un'abilità di alto livello chiamata Skanda, che aumenta la sua velocità e i suoi progressi. Una volta che la sua abilità Tabù, ottenuta dopo essere stata costretta a divorare un suo simile per la fame, viene massimizzata, scopre che il mondo è destinato a scomparire a causa del suo Sistema da GDR che ne prosciuga la forza vitale, prefiggendosi così l'obbiettivo di accrescere il proprio potere per impedire che ciò avvenga. Dopo essere finalmente fuggita dal labirinto incontra Ariel che, dopo diversi vani tentativi di ucciderla in quanto minacciava una delle sue Regine Taratect, decide di creare una tregua con lei per poter impedire la distruzione del mondo. Inizialmente viene suggerito che fosse una liceale hikikomori di nome Hiiro Wakaba, ma poi si scopre che in realtà era solo un normale ragno catturato nel ciclo di reincarnazione che possiede i ricordi e l’aspetto della vera Hiiro, ovvero l'Amministratore D. In seguito a questa rivelazione, ascende al rango di divinità dopo aver assorbito l'energia di una bomba GMA, trascendendo il Sistema e acquisendo una forma umana, con Ariel che le dà il nome Shiraori per via del candore del suo aspetto. Nel flash-forward, ambientato 15 anni dopo, diventa la comandante della decima armata dei demoni, manipolando Hugo per i propri scopi e uccidendo l'Eroe Julius allo scoppio della guerra tra umani e demoni. Il suo piano per salvare il pianeta consiste nella distruzione del Sistema e usare l'energia liberata per curare il mondo, indifferentemente che metà dell'umanità morirà per il contraccolpo. Possiede cinque titoli come Dominatrice: Orgoglio, che aumenta notevolmente il suo guadagno di Esperienza, Destrezza, e la competenza e capacità nelle abilità, venendo, tuttavia, influenzata nel vedere gli altri solo come contenitori di Esperienza, e permettendole di usare la Magia dell'Abisso, un potere magico incredibilmente difficile da usare in grado di uccidere anche gli esseri immortali; Saggezza, evoluzione della precedente abilità Analisi, concessale da D in quanto si era lamentata che non avesse un'evoluzione, che le garantisce la conoscenza enciclopedica di tutte le informazioni non riservate nel Sistema e una mappa costantemente aggiornata di tutti i luoghi che ha visitato, nonché la capacità di marcare i bersagli, valutare gli altri Dominatori e percepire il potere magico, ottenendo, inoltre, Apice dell'occultismo, consentendole di lanciare magie senza avere l'abilità associata e di aggiungere PM extra a un incantesimo per aumentarne il potere; Sopportazione, che le permette di consumare i suoi PM per sopravvivere con un solo PV, garantendole anche l'abilità Occhio maligno, permettendole di infliggere disturbi al suo bersaglio semplicemente guardandolo, e dato che ha molti occhi è in grado di usarne più di uno contemporaneamente o di usarne uno solo attraverso più occhi; Accidia, che aumenta drasticamente i costi in PV, PM e PS dei nemici nei dintorni, garantendole anche Annulla esaurimento, che le impedisce di sentirsi stanca e di rimanere sveglia tutto il tempo che vuole senza avere alcun effetto negativo a causa della mancanza di sonno; Carità, che aumenta drasticamente il recupero di PV degli alleati nei dintorni.
Ariel (アリエル?, Arieru)
Doppiata da: Sumire Uesaka
L'attuale Signora del male nonché Taratect originale, la capostipite di tutti i Taratect del mondo, creata da Potimas unendo i suoi geni con quelli di un ragno e di fatto rendendola sua figlia. Ciò le permette di generare tossine dal proprio corpo, cosa che inizialmente le consumava tutta la sua energia fisica lasciandola in un costante stato di fame e incapace di muovere il suo corpo. Fu salvata quando le autorità fecero irruzione nel laboratorio in cui era detenuta. In seguito, lei e altri bambini su cui Potimas aveva sperimentato furono accolti dall'organizzazione di beneficenza della Società Sariella, la cui fondatrice, Sariel, le chiese il suo nome. Tuttavia, incapace di rispondere, cercò invece di pronunciare il suo, riuscendo a pronunciare solo "Ariel", che da quel momento in poi divenne il suo nuovo nome. Dopo che Kumoko fugge dal Gran labirinto di Elroe, Ariel decide di ucciderla poiché stava attaccando psichicamente la Regina Taratect, ovvero una delle sue figlie, finendo anch'essa per essere attaccata da una delle sue Menti parallele. Tuttavia, dopo diversi tentativi falliti, oltre al fatto di aver unito la sua personalità con quella della Mente parallela, le due accettano una tregua e iniziano a viaggiare insieme, mettendo da parte le loro rimostranze e costruendo una relazione molto forte tra nonna e nipote. Nel flash-forward, ambientato 15 anni dopo, dichiara guerra all'umanità, venendo vista dalla popolazione dei demoni come una tiranna a causa del suo regime militarista. Tuttavia, in seguito alla rivelazione che il pianeta sta morendo, il suo atteggiamento guerrafondaio inizia ad avere un senso: salvare Sariel, divenuta il nuovo nucleo del Sistema, usando dei sacrifici per aumentare l'energia da dare al mondo e riportandolo al suo stato normale. In quanto Dominatrice della Gola è in grado di consumare qualsiasi cosa e trasformarla in sostentamento e potere, che aumenta ulteriormente le sue statistiche già quasi oltre il limite del Sistema, anche in modo offensivo, stringendo i denti e consumando automaticamente tutto ciò che ha davanti.
Sophia Keren (ソフィア・ケレン?, Sofia Keren) / Shouko Negishi (根岸彰子?, Negishi Shouko)
Doppiata da: Ayana Taketatsu
Una degli studenti, reincarnatasi in un vampiro nato da genitori umani a causa di una mutazione, più precisamente un Vampiro progenitore, che le garantisce non solo un potenziamento alle statistiche ma anche di essere immune alle tipiche debolezze dei vampiri. Bullizzata nella sua vita precedente con il soprannome di "Miss Horror" a causa del suo aspetto spaventoso, non le piace tutto ciò che è associato al suo io passato. Viene salvata da Kumoko quando è ancora una bambina, e in seguito accolta da lei e Ariel dopo che la sua casa e la sua famiglia vengono distrutte in una guerra tra la contea di Keren, facente parte del paese di Sariella in cui si pratica il Culto della Dea, e il paese confinante di Ohts, alleato dell'Impero di Renxandt e del Sacro regno di Alleius dove è presente la Chiesa della Parola Divina, oltre che a essere presa di mira da Potimas. L'unico a sopravvivere è il suo maggiordomo Merazophis, che rende un vampiro nel tentativo di proteggerlo. Una volta arrivati nel Regno dei demoni Sophia si allena con Shiraori e Ariel, divenendo una combattente eccezionale. D'altra parte sviluppa dei sentimenti verso Merazophis; tuttavia, poiché lui la vede più come una figlia, Sophia non è mai riuscita a convincerlo, conservando comunque un profondo attaccamento e prendendosi cura di lui. Nel flash-forward, ambientato 15 anni dopo, aiuta Hugo rivelandosi come un ufficiale della decima armata dei demoni. In quanto Dominatrice dell'Invidia è in grado di disattivare qualsiasi abilità e magia del Sistema che può percepire, rischiando, però, di farsi sopraffare da un'invidia travolgente, e di usare l'abilità Scaglie divine, che le permette di indurire qualsiasi parte del corpo con una scaglia d'argento.
Wrath (ラース?, Rāsu) / Razu-Razu (ラズラズ?, Razurazu) / Kyouya Sasajima (笹島京也?, Sasajima Kyouya)
Doppiato da: Ryōta Ōsaka
Uno degli studenti, reincarnatosi in un goblin delle Montagne mistiche di nome Razu-Razu che, grazie all’abilità unica ‘’Creazione di armi’’, è in grado di crearne usando solamente i suoi PM, con la qualità che dipende dal livello dell’abilità e dai PM consumati, e dandogli grandi statistiche una volta nominate. Per questo venne reso schiavo dagli umani, con il loro capo, Buirimus, che fece di tutto per spezzarne la volontà e prenderne il controllo, arrivando a fargli divorare la sua stessa famiglia. Ma invece di cedere Razu-Razu iniziò ad accumulare un profondo rancore, generando l'abilità Rabbia, preparandosi per il giorno in cui si sarebbe vendicato del suo aguzzino. Dopo che la sua abilità si evolve in ‘’Creazioni di armi meravigliose’’, consentendogli di incantare le armi con degli effetti, viene costretto a scegliere il mestiere di sciamano per avere grosse quantità di PM. Quando scoprì che fu suo fratello maggiore Raza-Raza a vendere il suo villaggio e quelli di tanti altri agli umani, la rabbia di Razu-Razu oltrepassò il limite evolvendo Rabbia in Ira e riuscendo a liberarsi del controllo di Buirimus, uccidendo sia lui che suo fratello e tutti gli altri umani; per concludere decise di nominarsi come la sua abilità, "Wrath", evolvendosi in un Ogre. A causa della sua abilità, però, perse la sua sanità mentale e finì a vagare per le Montagne mistiche, terrorizzando gli umani che lo soprannominarono Demone della spada. Quando Ariel e Shiraori passano di lì per raggiungere il Regno dei demoni, si scontrano con Wrath, il quale si era evoluto in un Oni, ottenendo fattezze umane, e dopo una dura battaglia quest'ultima riesce a farlo rinsavire. Riconoscente, Wrath decide di unirsi al gruppo. Una volta giunti nel Regno dei demoni diventa il pupillo di Shiraori insieme a Sophia, imparando a usare la magia spaziale per immagazzinare le sue armi. Nel flash-forward, ambientato 15 anni dopo, diventa il comandante dell'ottava armata dei demoni. In quanto Dominatore dell'Ira può aumentare di dieci volte le sue statistiche di base, finendo però in uno stato di rabbia cieca che gli fa attaccare tutti a vista, mantenendo solo un vago senso di coscienza.
Merazophis (メラゾフィス?, Merazofisu)
Doppiato da: Kenjirō Tsuda
Il maggiordomo di Sophia. I suoi genitori gliel'affidarono quando la loro casa stava per essere distrutta in una guerra tra Keren e Ohts, finendo, tuttavia, per cadere in un'imboscata degli elfi di Potimas e costringendo Sophia a trasformarlo in un vampiro. Pur lottando con la sua umanità in via di estinzione, continua a essere fedele nel suo compito di proteggere Sophia, sottoponendosi all'addestramento di Ariel e Shiraori per diventare ancora più forte; quest'ultima, inoltre, sostituisce la sua abilità di Auto-miglioramento con Sopportazione, permettendogli di consumare PM per rimanere con un solo PV. Nel flash-forward, ambientato 15 anni dopo, diventa il comandante della quarta armata dei demoni e l'arcinemico di Kunihiko e Asaka in quanto ha distrutto il loro villaggio, anche se in seguito si scopre che ciò era dovuto al fatto che erano mercenari, i quali saccheggiavano regolarmente le terre dei demoni, scontrandosi di nuovo con loro durante l'attacco al villaggio degli elfi.
Güliedistodiez (ギュリエディストディエス?, Gyuriedisutodiesu) / Nero (黒?, Kuro)
Doppiato da: Daisuke Namikawa
Soprannominato anche "Gulie", è uno degli Amministratori che assume la forma di un uomo vestito con un'armatura nera ed è il sovrano dei draghi. Sebbene preoccupato che le reincarnazioni possano sconvolgere l'equilibrio del mondo, gli è stato ordinato dalla sua superiore D di non interferire. È anche un vecchio amico di Ariel. Nel flash-forward, ambientato 15 anni dopo, diventa il comandante della nona armata dei demoni. Mentre apparentemente sostiene l'obiettivo di Shiraori e Ariel di distruggere il Sistema per salvare il pianeta morente, si oppone segretamente ad esso a causa del fatto che richieda il sacrificio di metà dell'umanità e pianifica, invece, di sacrificare sé stesso per evitare il collasso, il che ritarderebbe solo l'inevitabile.
Ael (アエル?, Aeru) / Sael (サエル?, Saeru) / Riel (リエル?, Rieru) / Fiel (フィエル?, Fieru)
Il quartetto di Taratect marionetta di Ariel, piccoli mostri di tipo ragno che controllano dei manichini di dimensioni umane. Sebbene inizialmente nemici, si avvicinano a Shiraori dopo aver iniziato a viaggiare insieme. In seguito, quest’ultima ha dato un aspetto ai loro manichini in modo da farle assomigliare a degli umani. Sebbene incapaci di parlare, ognuna mostra ancora i propri tratti personali: Ael è la seria, Sael la timida, Riel la svampita e Fiel la maliziosa.

## Prolessi
Schlain Zagan Analeit (シュレイン・ザガン・アナレイト?, Shurein Zagan Anareito) / Shunsuke Yamada (山田 俊介?, Yamada Shunsuke)
Doppiato da: Shun Horie
Uno degli studenti, soprannominato "Shun", che si è reincarnato come il quarto principe del Regno di Analeit. Avendo avuto un'educazione protetta, è molto ottuso e ingenuo su come funzioni veramente il mondo nonostante sia un prodigio, tendendo a essere troppo fiducioso e onesto. In seguito eredita il titolo di Eroe dopo la morte di suo fratello maggiore Julius, ma subito dopo deve fuggire dal suo regno quando il compagno reincarnato Hugo e il suo fratellastro maggiore Cylis lo incastrano per la morte del re, costringendolo a intraprendere un viaggio per fermare il caos che dilaga nel mondo. A causa del suo ruolo importante nella storia, è considerato il deuteragonista della serie e un antagonista della storia principale. Dopo la battaglia del villaggio degli elfi e l'aver appreso la verità da Shiraori su Potimas, gli elfi e lo stato attuale del mondo in cui vivono, Shun dimostra di aver iniziato a mostrare cambiamenti nella sua personalità, ma nonostante questo protesta con forza per come abbiano usato il loro compagno di classe Hugo e ucciso suo fratello maggiore Julius. Dopo che Sophia lo ferisce fisicamente e lo rimprovera per gli eventi accaduti, capisce quanto la sua esistenza sia stata insignificante e impotente nel corso degli eventi che sono accaduti e inizia a rendersi conto delle proprie carenze e indecisioni. La sua abilità unica è Protezione divina, rendendogli più facile ottenere il risultato desiderato in qualsiasi situazione, e nonostante lui stesso crede che sia inutile la stessa Shiraori la considera un'abilità "rotta" in grado di capovolgere qualsiasi brutta situazione; è, inoltre, molto abile nelle magie di luce e acqua. A causa della sua gentilezza diventa il Dominatore della Misericordia, permettendogli di riportare in vita i morti purché i loro corpi siano ragionevolmente intatti; tuttavia, l'uso gli fa acquisire l'abilità Tabù, che aumenta ulteriormente di livello con ogni utilizzo successivo fino a essere massimizzata quando salva Anna nella battaglia del villaggio degli elfi. Ma poiché non ha delle forti facoltà psichiche, non riesce a capire subito la verità sul mondo e del suo destino.
Karnatia Seri Anabald (カルナティア・セリ・アナバルド?, Karunatia Seri Anabarudo) / Kanata Ōshima (大島 叶多?, Ōshima Kanata)
Doppiata da: Nao Tōyama, Gen Satō (pre-reincarnazione)
Una degli studenti, soprannominata "Katia", che si reincarna come la figlia del duca Anabald nel Regno di Analeit. Soffre di disforia di genere dato che nella sua vita precedente era un maschio, la quale diventa più complicata quando inizia a sviluppare sentimenti romantici per Shun. Quando, però, viene salvata da Shun che la resuscita, in quanto si era tolta la vita per non essere più controllata da Hugo, decide che il suo io passato è morto e abbraccia completamente il suo nuovo genere. La sua abilità unica è Transizione, permettendole di convertire qualsiasi abilità in punti abilità, ma il tasso di restituzione non è del 100%, il che le fa evitare di usarla; è, inoltre, molto abile nelle magie di fuoco. In quanto Dominatrice della Castità è in grado di creare un'area che non può essere oltrepassata.
Feirune (フェイルーン?) / Mirei Shinohara (漆原美麗?, Shinohara Mirei)
Doppiata da: Eri Kitamura
Una degli studenti, soprannominata "Fei", che si è reincarnata come il drago di terra domestico di Shun, in seguito evolutasi in un drago di luce dopo che è diventato il nuovo Eroe e avendo stretto un patto con lui, consentendole di usare le sue magie di terra con l'attributo luce e ottenendo una forma umana che ricalca il suo aspetto originario. Nacque nel Gran labirinto di Elroe, dove venne trovata da Kumoko nello stadio di uovo per poi essere presa da degli avventurieri che bruciarono la sua tana, i quali lo donarono alla famiglia reale Analeit. Prepotente nella sua vita precedente, vede la sua situazione attuale come una punizione karmica e giura di migliorare sé stessa, rimanendo sconvolta dopo aver appreso che Hiiro Wakaba, verso cui provava gelosia per la sua bellezza, era presumibilmente morta dopo essersi reincarnata. Per questo motivo è rimasta scioccata quando incontra Shiraori, scambiandola per Hiiro.
Suelecia Analeit (スーレシア・アナレイト?, Sureshia Anareito)
Doppiata da: Yui Ogura
La seconda principessa del Regno di Analeit e la sorellastra minore di Shun, soprannominata "Sue". È una yandere con un complesso del fratello, noto a tutti tranne che a quest’ultimo. Quando Hugo ha rovesciato Analeit, è stata apparentemente sottoposta al suo lavaggio del cervello e costretta ad assassinare suo padre incastrando Shun. Tuttavia, in seguito viene rivelato che non era affatto controllata e che collaborava volentieri per conto di Shiraori come parte del suo piano, in cambio di sfruttare la situazione per aumentare la fama di Shun. Nonostante sia una normale nativa del mondo, le statistiche di Sue rivaleggiano con quelle di un reincarnato, probabilmente per la sua emulazione dell'allenamento di Shun, ed è molto abile nelle magie d'acqua. Tuttavia, a differenza di suo fratello, le cui statistiche derivano in parte dall'essere un reincarnato, le sue abilità sono puramente il risultato dei suoi stessi talenti, cosa che la rende a tutti gli effetti un vero e proprio prodigio.
Filimøs Harrifenas (フィリメス・ハァイフェナス?, Firimesu Harifenasu) / Kanami Okazaki (岡崎 香奈美?, Okazaki Kanami)
Doppiata da: Kaya Okuno
L'insegnante della classe, soprannominata "Oka", che si è reincarnata come la figlia del patriarca degli elfi Potimas Harrifenas. Desiderando essere molto vicina ai suoi studenti, è diventata un'esperta nella cultura pop e in altri media, motivo per cui si è facilmente adattata alle caratteristiche fantasy del nuovo mondo. La sua abilità unica è Appello di classe, permettendole di vedere il passato, il presente e il futuro delle reincarnazioni, usandola per trovare i suoi studenti e metterli al sicuro nel villaggio degli elfi, impedendole, però, di farlo su sé stessa e di parlarne liberamente, costringendola a mantenere il segreto e facendo sì che gli stessi studenti che desidera proteggere diffidino di lei. Inoltre, a sua insaputa, lei stessa viene ironicamente ingannata e manipolata da Potimas nel trovare i reincarnati. Essendo vissuta tra gli elfi, crede che gli Amministratori siano delle malvagie divinità desiderose dei poteri che i reincarnati svilupperanno, e anche se la sua fiducia nei confronti della sua gente inizia a vacillare crede ancora nella loro pericolosità. Questo finché, durante l'attacco al villaggio degli elfi, incontra Shiraori, rimanendone scioccata in quanto somigliante a Hiiro Wakaba che credeva morta, la quale le mostra la verità su Potimas e gli elfi. Ciò le provoca un'iperventilazione e un esaurimento nervoso in piena regola, realizzando che tutto ciò che ha fatto nel cercare di proteggere i suoi studenti è stato inutile, per poi essere calmata da Shiraori. In quanto Dominatrice dell'Umiltà è in grado di rimuovere le abilità e le statistiche di qualcun altro; ha, inoltre, la capacità di ricercare un'abilità specifica che un essere vivente possiede, e se conosce la composizione dell'abilità di qualcuno allora può anche sapere dove si trova. Ciò comporta anche alcune penalità: dopo aver spogliato le abilità e le statistiche di qualcuno, Oka stessa perde parte dei suoi punti Esperienza, ed è indebolita al punto che entra in uno stato simile al coma fino a quando non si riprende.
Hugo Baint von Renxandt (ユーゴー・バン・レングザンド?, Hūgo Ban Renguzando) / Natsume Kengo (夏目健吾?, Kengo Natsume)
Doppiato da: Kaito Ishikawa
Uno degli studenti che si è reincarnato come il principe ereditario dell'Impero Renxandt. Già egoista nella sua vita precedente, la sua nuova educazione reale lo ha trasformato in un megalomane, ma solo perché non aveva al suo fianco il suo amico Issei Sakurazaki, l'unico che riusciva a comprenderlo e a tenerlo sotto controllo, in quanto ucciso da Potimas dato che lo considerava pericoloso a causa della sua abilità unica. Geloso del fatto che Shun sia sempre al centro dell'attenzione di tutti, cerca di assassinarlo, fallendo e venendo privato delle sue abilità dalla signora Oka, la quale lo rende paragonabile a un nativo del nuovo mondo. Tuttavia, piuttosto che pentirsi, questo lo ha spinto a fare un patto con i demoni per rovesciare il Regno di Analeit e attaccare il villaggio degli elfi come vendetta. Si scopre, invece, che è stato manipolato da Shiraori (memore del fatto che nelle loro vite precedenti aveva cercato di schiacciarla), in modo da poterlo usare a suo vantaggio per poi disfarsene dopo aver constatato che non sarebbe mai cambiato. La sua abilità unica era Imperatore, che gli permetteva di aumentare gli effetti delle abilità e di infliggere Paura nei suoi avversari; era, inoltre, molto abile nelle magie di fuoco. Una volta perse le sue abilità, il suo desiderio di vendetta e di riappropriarsi della sua forza persa gli hanno garantito due titoli come Dominatore: Lussuria, che gli permette di fare il lavaggio del cervello agli altri per un tempo indeterminato, e Avarizia, in grado di assorbire le statistiche e le abilità di chi ha ucciso.
Yuri Ullen (ユーリーン・ウレン?, Yūri Uren) / Yuika Hasebe (長谷部結花?, Hasebe Yuika)
Doppiata da: Aimi Tanaka
Una degli studenti che si è reincarnata in una famiglia povera, la quale la abbandonò alla chiesa di Ullen nel Sacro regno di Alleius. Spaventata e sola, si aggrappò all'unica cosa che parlava giapponese intorno a lei: la voce del Sistema. Questo, insieme alla sua educazione sulla dottrina della Chiesa della Parola Divina, la trasformò in una fanatica religiosa. Dopo la morte della precedente Santa Yaana ne prende il posto, finendo, però, sotto il controllo di Hugo. Durante la battaglia al villaggio degli elfi viene ferita da Filimøs, per poi essere curata e portata via da Felmina. La sua abilità unica è Fanciulla sognante, che registra i suoi sogni e le consente di creare un mini-dungeon nel subspazio basato sui suddetti, intrappolandovi quelli catturati finché non vengono cancellati, ma poiché il catalizzatore è un sogno non può controllare il dungeon; è, inoltre, molto abile nelle magie del fulmine.
Kunihiko Tagawa (田川邦彦?, Tagawa Kunihiko) e Asaka Kushitani (櫛谷麻香?, Kushitani Asaka)
Doppiati da: Sōma Saitō e Ayane Sakura
Due degli studenti che si sono reincarnati in una tribù nomade, la quale razziava regolarmente le terre dei demoni. Tuttavia, un giorno, il loro villaggio viene distrutto da Merazophis, lasciandoli come gli unici sopravvissuti. In seguito sono diventati degli avventurieri per diventare più forti, in modo da partecipare alla guerra tra umani e demoni e vendicarsi. Tuttavia, una volta davanti a Merazophis, capiscono quanto sia ancora schiacciante il divario di forza e si ritirano. Vengono trovati sul campo di battaglia da Filimøs e portati al villaggio degli elfi, dove si uniscono al gruppo di Shun. Partecipano alla battaglia del villaggio degli elfi dove combattono di nuovo contro Merazophis, riuscendo a vincere ma scoprendo che si trattava solo di una copia, per poi concentrarsi su Sophia e venendo messi al tappeto da Wrath. In quanto avventurieri presentano delle abilità inerenti al proprio mestiere, mentre Kunihiko possiede come arma una katana, fatta con le ossa di drago e imbevuta con il potere del fulmine, e Asaka l'abilità Efficienza pigra, che conferisce un aumento minimo di tutti i guadagni di competenza nelle abilità e un aumento minore del loro tasso di successo.
Sajin (サジン?, Sajin) / Shinobu Kusama (草間忍?, Kusama Shinobu)
Doppiato da: Nobunaga Shimazaki
Uno degli studenti che si è reincarnato come il figlio di un membro delle operazioni segrete del Sacro regno di Alleius, finendo, quindi, per diventarlo anche lui, sebbene la sua personalità loquace si scontri con il suo lavoro. Aiuta Hugo in quanto la Chiesa della Parola Divina decide di allearsi con lui, distruggendo il cerchio di teletrasporto del villaggio degli elfi. La sua abilità unica è Ninja, che gli conferisce la capacità di usare speciali ninjutsu, migliorare il guadagno di competenza delle abilità di tipo occultamento, teletrasportarsi e cambiare forma.

## Personaggi secondari
Julius Zagan Analeit (ユリウス・ザガン・アナレイト?, Yuriusu Zagan Anareito)
Doppiato da: Jun'ya Enoki
Il precedente Eroe nonché il secondo principe del Regno di Analeit e fratello maggiore di Shun, che rispetta molto e verso il quale si sente motivato. È visto come una persona molto equilibrata, premurosa e benvoluta dai suoi coetanei. Nonostante sia l'Eroe, Julius mostra spesso un comportamento molto umile nei confronti degli altri e non abusa mai del suo titolo. Anche in battaglia tratta i suoi nemici con rispetto. L'ultimo ricordo che Julius ha di sua madre, morta dopo aver dato alla luce Schlain, è una sciarpa fatta con il filo di ragno, che si rivelerà appartenente a Kumoko, recuperato insieme all'uovo di Feirune. E fu proprio quando partecipò alla Guerra di Sariella nonostante avesse otto anni, su richiesta del Papa Dustin LXI, che Julius incontrò il famigerato Incubo del Labirinto, proprio mentre stava combattendo contro la Signora del male. Vedendo che la loro lotta mieteva vittime da entrambe le parti, si precipitò per affrontarle, rimanendo, tuttavia, intimorito dal potere che percepiva da Kumoko, cosa che a fine scontro gli provocò una lieve aracnofobia. Dopo aver assistito come la contea di Keren venne dilaniata dalla guerra, tuttavia, Julius si rese conto di ciò che gli eserciti alleati con cui combatteva stavano effettivamente facendo; ancora peggio, gli abitanti lo incolparono per essere stati occupati e per la morte dell'Incubo, che adoravano come una Bestia Divina. Per cercare di riconquistare la fiducia della gente, Julius iniziò a cacciare i mostri locali per aiutare la città nella sua ricostruzione, rifiutandosi di continuare a marciare con l'alleanza. Quando la contea di Keren fu improvvisamente attaccata da un esercito di ragni bianchi, Julius si precipitò contro l'orda, ma per poco non morì e venne salvato dal mago di corte imperiale Ronandt. Una volta ripresosi, Julius chiese a Ronandt di farlo suo discepolo, comprendendo che aveva bisogno di diventare più forte, ma sfortunatamente i metodi di addestramento del vecchio mago si rivelarono troppo pericolosi, cosa che li portò a separarsi. Tuttavia, Julius imparò molto da Ronandt, continuando a fare appello ai suoi insegnamenti. Sei anni dopo la guerra di Sariella, il Papa Dustin LXI chiese a Julius di guidare un gruppo di guerrieri d'élite provenienti da tutto il mondo per indagare e smantellare un'organizzazione di traffico di esseri umani. Il ragazzo, però, era ancora scettico sulle sue motivazioni dato che lo aveva manipolato durante il conflitto a Sariella, ma il suo amico Hyrince lo convinse che non c'era niente di sbagliato in questa richiesta; inoltre, Dustin gli assegnò la Santa Yaana e il cavaliere di corte imperiale Tiva Vicow come vice comandante dell'operazione. Dopo alcuni anni, durante i quali Julius incontrò Jeskan e Hawkin, che diventarono membri permanenti del suo gruppo, sebbene riuscirono in gran parte a smantellare i trafficanti di esseri umani non furono mai in grado di capire esattamente chi c'era dietro l'assunzione dei briganti per rapire i bambini, né di recuperare molti dei bambini rapiti. Quando scoppia la guerra tra umani e demoni, Julius viene chiamato per difendere il Forte Kusorion contro la settima armata dei demoni, dove il loro comandante Bloe lo sfida a un duello. Julius riesce a sopraffare facilmente il suo avversario, dandogli più volte la possibilità di arrendersi ma venendo sempre respinto. Quando Bloe rivela che i demoni stanno combattendo solo perché costretti dalla Signora del male, Julius dichiara la sua intenzione di ucciderla, sperando che questo avrebbe posto fine alla guerra. Il loro duello viene interrotto quando una furiosa Regina Taratect appare sul campo di battaglia distruggendo il forte, senza che nemmeno Julius possa fare niente contro di lei. Hyrince interviene per bloccare gli attacchi della bestia e guadagnare abbastanza tempo da farlo fuggire insieme a Yaana, ma questo si rivela inutile poiché la Regina Taratect riesce a raggiungerli e cerca di colpirli con una zampa. In un ultimo disperato tentativo, Yaana si sacrifica per salvare Julius, il quale, devastato dalla sua morte, decide di vendicarla, scoprendo che il punto debole della Regina sono i suoi occhi. Con il supporto di Hyrince e dei loro alleati, Julius la raggiunge, estrae una spada esplosiva datagli da Ronandt e la combina con il suo Raggio di luce sacra per spararla all'interno del ragno e farlo esplodere, uccidendolo con successo. Subito dopo, Bloe si presenta di nuovo con i suoi uomini per ucciderlo, in quanto fermamente convinto che l'Eroe non possa ancora competere con la Signora del male. Alla fine Julius uccide Bloe e, credendo che fosse il loro combattente più forte, intima ai demoni rimasti di arrendersi. In quel momento, tuttavia, scende sul campo Shiraori che riduce in polvere tutto il gruppo con un attacco putrefacente; nei suoi ultimi istanti, Julius la riconosce come l'Incubo del Labirinto che aveva affrontato nella Guerra di Sariella anni prima. L'unica cosa che rimaneva di Julius fu la sua sciarpa, recuperata da Hyrince, sopravvissuto grazie alla sua piuma di fenice, mentre il suo titolo viene ereditato dal fratello minore Shun.
Hyrince Quarto (ハイリンス・クォート?, Hairinsu Kuōto)
Doppiato da: Kazuyuki Okitsu
Secondogenito del duca Quarto del Regno di Analeit e migliore amico di Julius, dove riveste il ruolo di tank all'interno del gruppo. È l'unico a sopravvivere al loro incontro con Shiraori grazie a una piuma di fenice che Julius gli aveva dato precedentemente. In seguito, si è unito al gruppo di Shun e ha iniziato a fungere da mentore per lui. Viene rivelato che in realtà è un clone di Güliedistodiez, creato per vegliare sull'attuale detentore del titolo di Eroe: infatti, Hyrince era nato morto, quindi il Dio drago vi impiantò un frammento della sua anima per iniziare la sua prima esperienza come umano attraverso la lunga influenza di Sariel. Grazie a tale collegamento, Hyrince può ottenere informazioni aggiornate sulla memoria del mondo attraverso la sincronizzazione periodica dell'anima con il Dio drago come suo terminale esterno; tuttavia, tale collegamento è unilaterale, in quanto Hyrince può solo trasmettere le sue informazioni e non può contattare direttamente Güliedistodiez.
Yaana (ヤーナ?, Yāna)
Doppiata da: Yurie Kozakai
La precedente Santa e membro del gruppo di Julius, specializzata in magie di supporto sia offensive che difensive. Sviluppa degli ovvi sentimenti romantici per Julius, ma questi decide di non ricambiarli per paura di morire e lasciarla da sola. Quando scoppia la guerra tra umani e demoni, si sacrifica per proteggere Julius da una Regina Taratect.
Jeskan (ジスカン?, Jisukan)
Doppiato da: Kōji Okino 
Un ex avventuriero e membro del gruppo di Julius. Si è unito al gruppo dopo essere stato ispirato dagli ideali del giovane Eroe e ha agito come una figura simile a un mentore per loro. Quando scoppia la guerra tra umani e demoni, muore insieme ad Hawkin per le ferite riportate dopo aver combattuto contro il comandante della prima armata dei demoni Agner.
Hawkin (ホーキン?, Hōkin)
Doppiato da: Takayuki Ishii
Un ex ladro gentiluomo e membro del gruppo di Julius. In precedenza fu catturato da dei trafficanti di esseri umani su cui stava indagando e venduto a Jeskan come schiavo, il quale stava indagando anche lui sullo stesso caso. I due hanno lavorato insieme da allora, unendosi infine a Julius, Yaana e Hyrince su raccomandazione di Tiva. Quando scoppia la guerra tra umani e demoni, muore insieme ad Hawkin dopo aver affrontato il comandante della prima armata dei demoni Agner.
Anna (アナ?, Ana)
Doppiata da: Larissa Tago Takeda
La cameriera di Shun e la persona che lo ha cresciuto insieme a Sue dopo la morte della madre. È una mezzelfa che ha lasciato il villaggio degli elfi a causa delle persecuzioni nei suoi confronti, finendo per diventare la maga di corte del Regno di Analeit per diverse generazioni prima di ritirarsi. Si prende cura di Shun come se fosse suo figlio e lo segue nel suo viaggio verso il villaggio degli elfi nonostante il costo fisico e mentale che le costa. Durante la battaglia viene uccisa da Wrath nel tentativo di proteggere Shun, che la riporta subito in vita grazie alla sua abilità Misericordia.
Ronandt Orozoi (ロナント・オロゾイ?, Ronanto Orozoi)
Doppiato da: Nobuo Tobita
Il capo dei maghi di corte dell'Impero Renxandt, ampiamente considerato come il mago più forte dell'umanità. Inizialmente arrogante a causa delle sue capacità, viene sopraffatto da Kumoko nel Gran labirinto di Elroe mentre accompagna Buirimus per soggiogarla, facendogli realizzare i suoi limiti. In seguito sviluppa una malsana infatuazione per lei e divenendo ossessionato dal diventare più forte, ricordandosi del suo obbiettivo di proteggere le persone. Diventa un istruttore di magia privato sia per Julius che per Aurel, anche se nel primo caso durò poco in quanto i suoi metodi rischiavano di mettere a repentaglio la vita del principe, avvertendolo, comunque, di non sopravvalutare il proprio potere solo perché deteneva il titolo di Eroe. Allo scoppio della guerra tra umani e demoni, è l'unico a resistere all'attacco dove riesce a difendere il forte a cui è stato assegnato e a sconfiggere il comandante della sesta armata dei demoni Huey Guidek, pur non senza perdite. Dopo la morte di Julius, Ronandt lo definisce sciocco per aver creduto di essere abbastanza potente da salvare il mondo: secondo lui, solo gli esseri che si avvicinano alla divinità sono capaci di tali imprese.
Buirimus (ブイリムス?, Buirimusu)
Doppiato da: Daisuke Hirakawa
Domatore di mostri e ufficiale dell'esercito dell'Impero Renxandt, inviato per soggiogare Kumoko in quanto, a causa delle sue attività, molti mostri si erano avvicinati all’entrata del labirinto. Sfortunatamente né lui, i suoi mostri e la sua squadra d'élite né il mago Ronandt che li accompagnava ebbero successo, con l'intera squadra spazzata via e lui e Ronandt come unici sopravvissuti. A causa del fatto di aver turbato l'Incubo del Labirinto, viene costretto ad assumersi la responsabilità del fallimento venendo trasferito nelle Montagne mistiche. Dopo aver appreso che sua figlia, una dei reincarnati, è stata rapita, inizia a cercare disperatamente un modo per riabilitare la sua posizione e tornare a casa. Avendo saputo di un goblin di nome Razu-Razu capace di creare armi incredibili, Buirimus attacca il suo villaggio e lo schiavizza, non riuscendo, però, a domarlo del tutto e iniziando a usare qualunque metodo, anche disumano, per cercare di spezzarne la volontà. Ciò, però, segna la sua condanna, in quanto, alla fine, Razu-Razu acquisisce l'abilità Ira e si libera dal suo controllo, compiendo una strage e lasciando per ultimo Buirimus, il quale, nei suoi ultimi istanti, si rende conto delle cose orribili che aveva fatto alla creatura, chiedendogli perdono con il suo ultimo respiro ma rimanendo senza risposta. La notizia della sua morte raggiunge la moglie, già sconvolta per la perdita della figlia, facendola cadere ancora di più nella disperazione. E in seguito l'Impero apprende che è stato lui a creare inavvertitamente l'ogre che imperversa nei suoi territori, facendo sì che Ronandt lo definisca un idiota per quanto era miope.
Aurel Stadt (オーレル・シュタット?, Aureru Shutatto)
Una maga dell'Impero Renxandt e apprendista di Ronandt. Nata in una famiglia nobile di basso rango che ha cercato disperatamente di sposarla per migliorare il proprio status, finisce, invece, per diventare la servitrice e, in seguito, l'apprendista di Ronandt dopo che aveva realizzato il suo talento, pur esprimendo fastidio per il carico di lavoro. Ha incontrato Julius quando erano giovani e i due hanno sviluppato una forte amicizia, con implicazioni sul fatto che lei provi qualcosa per lui. Durante la battaglia tra umani e demoni, assiste Kunihiko e Asaka contro Merazophis.
Felmina (フェルミナ?, Ferumina)
La segretaria di Shiraori e seconda in comando della decima armata dei demoni. In origine era una nobile che frequentava la stessa classe di Sophia all'accademia dei demoni, pianificando di assassinarla dato che il suo fidanzato, Wald, se ne era innamorato, solo per essere privata del proprio status da lui. In seguito, però, viene accolta da Shiraori diventandone estremamente devota. Sfortunatamente, finisce spesso per agire insieme a Sophia nelle missioni, ma nonostante si disprezzino reciprocamente sono anche, ironicamente, la cosa più vicina che hanno di un amico.
Wald Atmos (ヴァルト・モス?, Vu~aruto Atomosu)
Un ufficiale della decima armata dei demoni ed ex fidanzato di Felmina. È un nobile che ha frequentato la stessa classe di Sophia all'accademia dei demoni dove ha costantemente cercato di manipolarla, solo per perdere sempre e sviluppando, infine, una cotta unilaterale per lei. Sfortunatamente, dopo essersi arruolato nell'armata e aver anche seguito l'addestramento di Shiraori, finisce per diventarne il membro più debole. Disperato, chiede a Sophia di trasformarlo in un vampiro solo per rimanere ancora l'ultimo, lasciandolo con un complesso di inferiorità. Durante la guerra tra umani e demoni, Wald funge da aiutante di Shiraori al posto di Felmina, impegnata in un'imboscata contro gli elfi, e prende il comando della decima armata dopo che la sua signora decide di uccidere Julius. Durante il viaggio verso il villaggio degli elfi, viene posto di stanza accanto a Hugo per tenerlo d'occhio.
Sariel (サリエル?, Sarieru)
Doppiata da: Kikuko Inoue
In quanto unico angelo del pianeta, Sariel aveva il compito di proteggere le creature primitive dagli altri dei. Decise, tuttavia, di aiutare attivamente gli umani dopo essere stata ringraziata da un bambino per averlo aiutato. Come risultato dell'aiuto continuo senza usare la magia, crebbe intorno a lei un gruppo di sostenitori che si nominarono Società Sariella, la quale rispose a diversi casi, come il rapimento di un cucciolo di drago, un'epidemia di vampiri e il recupero di alcuni bambini creati come incroci chimerici tra umani e varie piante e animali, decidendo di proteggerli nel suo orfanotrofio; tra di essi vi era una bambina che deciderà di chiamarsi Ariel. Quando i vari paesi iniziarono a utilizzare l'energia MA scoperta di recente, Sariel emise un parere ufficiale contro il suo utilizzo, spiegando che si trattava dell'energia vitale del pianeta, venendo, tuttavia, ignorata a causa del fascino di energia e longevità illimitate. Alcuni dei sostenitori radicali dell'utilizzo dell'energia MA intrapresero azioni contro Sariel e le persone intorno a lei, arrivando persino a inviare assassini. Scegliendo di dare la priorità al suo popolo rispetto al destino del mondo, Sariel si ritirò nel suo orfanotrofio. Quando i draghi iniziarono la loro guerra contro gli umani, Sariel decise di continuare la sua missione difendendo gli umani, mostrando alcuni dubbi sul fatto che questa fosse la cosa giusta da fare o meno, ma lo fece comunque perché proteggersi dalle minacce straniere le veniva più naturale che proteggere le creature primitive dalle proprie azioni. La guerra con i draghi finì improvvisamente quando lasciarono il pianeta, portando con sé la maggior parte della sua energia, per cui Sariel decise di decomporsi per ripristinare l'energia MA, nonostante le proteste dei suoi amici. In quel momento, però, venne teletrasportata di fronte a D, sopprimendo il suo istinto di combattere quando quest'ultima minacciò di uccidere i bambini dell'orfanotrofio. Dopo aver appreso che il piano per decomporsi non avrebbe mai ripristinato il mondo, accettò l'offerta di D di diventare il nuovo nucleo del Sistema (di fatto è lei la vera identità della voce), in modo che l'energia raccolta dalle persone che migliorano le proprie abilità possa essere ripresa alla loro morte e usata per guarire il mondo. Tuttavia, al momento, ha iniziato a raggiungere il suo limite e sta morendo, il che farebbe morire anche tutti coloro che sono collegati al Sistema, rendendo il suo destino motivo di contesa: Ariel e Shiraori pianificano di distruggere il Sistema in modo da salvarla e ridurre al minimo i danni uccidendo solo metà dell'umanità, mentre Güliedistodiez e Dustin intendono lasciarla morire con il primo che ne prenda il posto, mantenendo lo status quo ma ritardando l'inevitabile.

## Antagonisti
D / Hiiro Wakaba (若葉姫色?, Wakaba Hiiro)
Doppiata da: Saori Hayami
Una degli studenti che inizialmente si pensa fosse il sé passato di Kumoko: una otaku asociale, vittima di bullismo e con una famiglia disastrata. Tuttavia, in seguito viene rivelato che si tratta di un Amministratore sotto mentite spoglie, nonché la ragazza più bella della classe. È stata lei a reincarnare i suoi compagni di classe dopo che sono stati uccisi in una misteriosa esplosione, in realtà un attentato alla sua vita da parte dei precedenti Eroe e Signore del male; ha, inoltre, creato Kumoko dando i suoi ricordi di quel periodo al ragno domestico della classe per distrarre i suoi compagni dèi in modo da non concentrarsi troppo sui suoi doveri, sviluppando infine una simpatia per lei poiché la trova divertente. È anche la creatrice del Sistema del mondo, una sorta di maledizione sull'umanità dato che erano quasi arrivati a distruggere il pianeta una volta: conferisce loro abilità da sviluppare per poi riprenderle alla loro morte per guarire il pianeta, costringendoli, però, a reincarnarsi all'infinito fino a quando non sarà completamente restaurato. Presenta una complicata relazione amore-odio con Shiraori in quanto quest'ultima, benché la ringrazi per i suoi aiuti sia all'interno che all'esterno del Sistema, prova disgusto dal modo in cui tratta con disinvoltura le vite delle altre reincarnazioni e dei nativi del mondo, arrabbiandosi per il fatto che lo scopo della sua esistenza sia solo quello di permettere a D di rilassarsi, ma è la stessa a ribadirle che, a differenza sua, almeno lei è libera. Alla fine Shiraori si vendica di D, dandole un pugno alla testa e costringendola a rianimarsi usando i suoi poteri, il che la porta a essere scoperta da Meido e trascinata di nuovo al lavoro.
Araba (アラバ?)
Un potente drago di terra e signore incontrastato dello strato inferiore del Gran labirinto di Elroe. Incontra Kumoko diverse volte, distruggendole persino il nido una volta, traumatizzandola con il suo potere travolgente ma lasciandola sempre andare, poiché non considera il Taratect degno della sua attenzione. Questo si è rivelato, però, un errore in quanto l'ha spinta a diventare più forte e a rivendicare il proprio orgoglio. Messo alle strette dopo tanto tempo, Araba decide di spendere quasi del tutto i punti abilità che aveva accumulato per ottenere delle abilità letali per Kumoko, ribaltando di nuovo la situazione ma finendo infine sconfitto grazie alla tenacia della sua avversaria. Verso la fine, però, Araba decide di lasciare che Kumoko lo uccida, scegliendo di morire con orgoglio piuttosto che lottare invano.
Madre (もたる?, Motaru)
Una delle cinque Regine Taratect nonché il mostro più forte del Gran labirinto di Elroe, oltre a essere la madre di Kumoko. Le due non hanno avuto fin da subito un buon rapporto, in quanto Kumoko era terrorizzata sia per le dimensioni che per il suo potere, oltre al fatto che non si faceva scrupoli nel divorare i suoi stessi figli, costringendola a fuggire. Quando Kumoko esce dal labirinto, sua madre cerca di riportarla indietro tramite un legame psichico che ha con la sua prole, ma grazie alle abilità apprese riesce a resisterle, costringendola a mandare diversi suoi sottoposti, i quali, però, falliscono, facendola infuriare ancora di più. Stanca dei suoi ordini, Kumoko invia le sue Menti parallele, usando la sua connessione, per divorarne l’anima, indebolendola lentamente e spingendola a chiedere l'aiuto della sua creatrice Ariel. Durante la loro battaglia finale, nonostante fosse gravemente indebolita, è riuscita quasi ad avere la meglio su Kumoko ed è stata uccisa solo quando quest'ultima ha usato la sua forza rubata contro di lei. Nonostante la loro pessima relazione, Kumoko è grata a sua madre per averle insegnato indirettamente un'unica ma importante lezione: non sottovalutare mai il tuo avversario.
Potimas Harrifenas (ポティマス・ハァイフェナス?, Potimasu Haaifenasu)
Doppiato da: Toshiyuki Morikawa
Il patriarca degli elfi nonché il padre di Filimøs. Inizialmente presentato come un personaggio di supporto nel flash-forward, dove aiuta Filimøs nel cercare i suoi studenti, viene poi rivelato che in realtà è l'antagonista centrale della storia principale: uno scienziato pazzo narcisista con un complesso di dio ossessionato dal raggiungimento dell'immortalità, che utilizza una tecnologia antica per drenare la forza vitale del pianeta come combustibile. In realtà ha solo aiutato a proteggere i reincarnati nella speranza di usarli come cavie nei suoi esperimenti, uccidendo persino quelli che considerava pericolosi. Per questo molte persone sviluppano inconsciamente un immediato disprezzo nei suoi confronti quando lo incontrano; Ariel stessa, verso il quale nutre un profondo rancore, lo definisce un “eterno bambino”. Nei tempi antichi, infatti, fu lui a creare le varie razze di mostri, una volta che apprese l'energia MA dai draghi e le regole del Sistema, tramite la bioingegneria nel tentativo di crearne una immortale, culminata in seguito con la creazione degli elfi, per poi creare diverse macchine tecnologiche. Dopo che i draghi presero la maggior parte dell'energia MA rimanente nella loro partenza, Potimas decise di fuggire dal pianeta morente, e sapendo che avrebbe lottato per sopravviverne al di fuori escogita un piano per decomporre Sariel e riformare la sua energia nel progetto di un’arma chiamata Gloria Ω. Proprio in quel momento, tuttavia, Sariel diventò il nuovo nucleo del Sistema, venendo, poi, minacciato da Güliedistodiez che lo costrinse a rintanarsi dietro la barriera del villaggio degli elfi. La sua ossessione fanatica di superare la morte gli ha garantito il titolo di Dominatore della Diligenza, permettendogli di spostare liberamente la sua anima nel corpo di qualcuno che ne possieda un frammento, come gli elfi e dei suoi cloni-cyborg, e di impadronirsene; tuttavia, la sua anima originale rimane nel corpo principale, il che significa che morirà se viene distrutto.
Dustin LXI (ダスティンLXI?, Dasutin LXI)
Doppiato da: Takashi Matsuyama
Il pontefice della Chiesa della Parola Divina, responsabile della Guerra di Sariella in cui viene distrutta la casa di Sophia nella storia principale, mentre nel flash-forward nomina falsamente Hugo come nuovo Eroe ma solo affinché si renda utile per eliminare Potimas. Nonostante le sue azioni orribili, agisce sinceramente per il bene più grande dell'umanità ed è pienamente consapevole di quanto egli stesso sia ormai irredimibile. In seguito, assume un ruolo di supporto collaborando con Shiraori e Ariel per sconfiggere Potimas; tuttavia, si oppone al loro obiettivo di distruggere il Sistema per salvare il pianeta morente, poiché metà dell'umanità morirebbe per il contraccolpo, e sta segretamente lavorando con Güliedistodiez per evitare il collasso, ritardando solo l'inevitabile. In quanto Dominatore della Temperanza è in grado rinascere con i suoi ricordi intatti, anche se viene ucciso, e ciò gli ha permesso di mantenere a lungo la sua posizione.
Cylis (シリウス?, Shiriusu)
Doppiato da: Takashi Kondō
Il primo principe del Regno di Analeit e uno dei fratellastri maggiori di Shun. Sebbene fosse il principe ereditario, era privatamente preoccupato di essere diseredato dai suoi fratelli più talentuosi. Di conseguenza, quando questo esatto scenario si verifica nel momento in cui suo padre nomina Shun come suo erede, per tenerlo lontano dal campo di battaglia dopo aver ereditato il titolo di Eroe, decide di allearsi con Hugo e lanciare un colpo di Stato, uccidendo il padre e incastrando suo fratello, diventando il nuovo re del regno. Quando Shun e i suoi compagni tornano per salvare Leston, trovano Cylis in uno stato miserabile: Hugo, infatti, ha usato la sua abilità Lussuria per renderlo un re fantoccio nelle sue mani, e a causa dell'intenso controllo mentale esercitato è divenuto poco più che un burattino vivente, a malapena in grado di funzionare come un essere umano. Dopo questi eventi, le condizioni di Cylis vengono coperte da sua madre, la Regina, per prevenire ulteriori disordini civili, la quale decide di assumersi le sue responsabilità nella gestione del regno mentre si riprende.

## Demoni
Balto Phthalo (バルト・フィサロ?, Baruto Fisaro)
Doppiato da: Yūichirō Umehara
Il braccio destro di Ariel e, di fatto, il sovrano dei demoni in sua assenza. Lavora così duramente che Shiraori teme che possa morire per troppo lavoro. È uno dei pochi individui che conoscono il vero potere di Ariel, e, nonostante disapprovi privatamente le sue azioni di spingere i demoni alla militarizzazione e di intraprendere una guerra contro l'umanità, decide di seguirla perché sa che lei potrebbe annientare l'intera razza dei demoni da sola, cercando, quindi, di mitigare i danni delle sue azioni.
Bloe Phthalo (ブロウ・フィサロ?, Burou Fisaro)
Doppiato da: Subaru Kimura
Fratello minore di Balto e comandante della settima armata dei demoni. Di tutti i comandanti, è il più apertamente contrario al fatto che Ariel riprenda il conflitto con l'umanità, sebbene si limiti solo a esprimerlo. Finisce per avere una cotta verso Shiraori, cosa ovvia a tutti tranne che per lei. Quando scoppia la guerra tra umani e demoni si confronta con l'Eroe Julius e viene sconfitto, nonostante gli siano state date diverse possibilità di arrendersi.
Agner Ricep (アーグナー・ライセップ?, Agunā Raiseppu)
Doppiato da: Takuya Kirimoto
Il comandante della prima armata dei demoni, un veterano che ha servito due generazioni di Signori del male prima di quello attuale, tanto da avere delle capacità comparabili a essi ma non diventandolo per qualche motivo. Ha compiuto strenui sforzi per salvare i demoni, anche se in modo diverso da Balto. Muore durante l'attacco del suo esercito al Forte Kusorion, quando viene evocata una Regina Taratect che schiaccia sia demoni che umani. Dopo aver setacciato le sue cose, Balto trova le prove che aveva tradito la Signora del male e stava lavorando con gli elfi.
Sanatoria Pilevy (サーナトリア・パイルビー?, Sanatoria Pairubī)
Doppiata da: Sayaka Ōhara
La comandante della seconda armata dei demoni, una donna voluttuosa e amica d'infanzia di Balto, proveniente da una famiglia di succubi che usano il loro bell'aspetto e le loro tecniche per manipolare gli altri. Possiede un comportamento calmo ed equilibrato, poiché sceglie di essere strategica e sottile quando svolge le sue azioni. Come molti dei demoni, disapprova Ariel come Signora del male e le sue azioni di spingere la razza dei demoni verso il militarismo e la guerra durante la loro attuale situazione di bassi tassi di natalità e popolazione in diminuzione, pianificando attivamente di detronizzarla partecipando e assistendo a diverse rivolte contro di lei. La stessa Sanatoria è una di quei demoni che accettano le voci secondo cui la Signora del male non è così potente come sostiene di essere, dovuto però al fatto che nasconde i suoi poteri e non li ostenta, e crede che sia possibile sopraffarla con un sufficiente numero di alleati, alleandosi con molti dei suoi compagni comandanti e i loro eserciti, e persino con gli elfi. Tuttavia, dopo il fallimento della ribellione contro Ariel, con quest'ultima che decide di mostrare una frazione del suo potere di fronte agli altri comandanti per tenerli in riga usando la sua abilità Gola per divorare letteralmente i traditori, Sanatoria si è resa conto dell'errore del suo giudizio e ora è arrivata a temere e rispettare Ariel.
Kogou (コゴウ?, Kogou)
Doppiato da: Shun Fujii
Il comandante della terza armata dei demoni. Nonostante sia un uomo grande e fisicamente imponente, in realtà è un individuo timido e amante della pace. Per questo motivo, si oppone al fatto che Ariel ricominci il conflitto con l'umanità, ma è troppo spaventato da lei per agire da solo, spingendolo a unirsi alla ribellione di Sanatoria.
Darad (ダラド?, Darado)
Doppiato da: Tatsumaru Tachibana
Il comandante della quinta armata dei demoni. Essendo nato e cresciuto in una famiglia che giura fedeltà assoluta alle generazioni di Signori del male, si attesta a qualsiasi piano di Ariel. Per questo motivo si scontra ripetutamente con gli altri comandanti che diffidano di lei.
Huey Guidek (ヒュウイ・ギデク?, Hyuui Gideku)
Il comandante della sesta armata dei demoni. Per via del fatto che discende da un elfo il suo aspetto appare come quello di un bambino nonostante l'età, pur avendo una personalità infantile, e la sua abilità magica e il suo intelletto lo rendono degno della sua posizione. Si oppone al fatto che Ariel riprenda il conflitto con l'umanità, cercando di minarne senza successo l'autorità. Allo scoppio della guerra viene ucciso da Ronandt.

## Draghi
Gakia (ガキア?)
Doppiato da: Takashi Matsuyama
Il signore dei draghi di terra nel Gran labirinto di Elroe e guardiano dello strato inferiore, nonché il più forte della propria specie. Possiede una personalità molto onorevole, ritenendo naturale che "la vecchia generazione lasci spazio a quella nuova" dopo aver contemplato la forza di Kumoko. Questo, però, lo porta a scontrarsi con Ariel che non accetta questa sua visione, generando uno scontro in cui partecipano anche diversi draghi di terra. In seguito i loro corpi vengono dati da Güliedistodiez a Kumoko come dono e ricompensa per essere sopravvissuta all'attacco a sorpresa di Ariel, usandoli come sostentamento per alimentare la sua evoluzione finale in Arachne; nell'anime, invece, l'evoluzione diventa subito disponibile in quanto Ariel ha sconfitto Gakia con l'aiuto di una delle sue Menti parallele.
Hyuvan (ヒュバン?, Hyuban)
Il signore dei draghi del vento. Nonostante la sua posizione ha un atteggiamento sfacciato e non ha paura di dire quello che pensa, entrando spesso in discussioni comiche con Ariel. Tuttavia, rimane assolutamente fedele a Güliedistodiez, a cui si riferisce come "capo". Il suo compito originale è rimuovere l'aria radioattiva dalla terra desolata con il resto dei draghi del vento, ma dopo esserci riuscito non gli rimane quasi più nulla da fare finendo per annoiarsi, finché Kumoko e i suoi compagni non rilasciano il sigillo sulla Flotta G.
Nia (ニア?)
Il signore dei draghi di ghiaccio. Ha un atteggiamento molto altezzoso e un po' snob, tanto che Ariel la considera la "più fastidiosa" tra i signori dei draghi. Ha sviluppato una sorta di rivalità con Wrath, avendolo combattuto diverse volte mentre era fuori controllo a causa della sua abilità unica.
Reise (レイス?, Reisu)
Il signore dei draghi dell'oscurità ed ex guardiano della spada del Signore del male, un'arma monouso creata da D abbastanza potente da uccidere anche un dio. Tuttavia, poiché la spada era già stata utilizzata dal precedente Signore del male, ora è stata relegata al secondo in comando di Güliedistodiez nella nona armata dei demoni. Si presenta come un drago umanoide, in quanto anch'egli uno degli esperimenti chimerici di Potimas, e per questo considera Ariel come sua sorella maggiore. Possiede la rara abilità di trasformarsi in un umano, usandola contro gli altri umani per seminare discordia e rubare informazioni militari.
Byaku (ビャク?)
Il signore dei draghi di luce e il guardiano della spada dell'Eroe, un'arma monouso creata da D abbastanza potente da uccidere anche un dio. La spada fu scoperta da Julius e Byaku gli permise di prenderla in quanto Eroe, legandosi alla lama per continuare a vegliare su di essa. Dopo la morte di Julius la spada entra in possesso di Shun, il quale rimane ignaro sia della sua vera natura che del suo occupante. Byaku è specializzato in magie di supporto e recupero.

## Reincarnati
Sachi Kudou (工藤沙智?, Kudou Sachi)
Doppiata da: Kanae Itō
La rappresentante di classe e guida di fatto degli studenti reincarnati al villaggio degli elfi. Si è reincarnata in una famiglia povera che l'ha venduta agli elfi quando era solo una bambina. È apertamente critica nei confronti della signora Oka a causa dei suoi numerosi segreti. La sua abilità unica è Leader, che aumenta il carisma e la persuasione, rendendo tutte le sue compagne di classe delle fujoshi.
Ugio (ウジオ?, Ujio) / Kenichi Ogiwara (荻原健一?, Ogiwara Kenichi)
Doppiato da: Shōgo Sakata
Uno degli studenti reincarnati tenuti al villaggio degli elfi. Nato nel Sacro Regno di Alleius, poiché aveva un'abilità unica che era una versione più avanzata della telepatia, divenne un tirapiedi del papa Dustin LXI, facendosi rapire da Potimas in modo da fungere come spia. Un abitante del villaggio vide l'accaduto e lo riferì, provocando una lotta tra Potimas e Tiva Vicow che vide la morte di quest'ultimo. Il suo compito è quello di riferire sui mezzi di sussistenza dei reincarnati nel villaggio degli elfi. Al momento dell'attacco al villaggio, fallisce nel suo tentativo di avvelenare gli elfi e tenere gli altri reincarnati bloccati e fuori dalla battaglia, venendo picchiato da Asaka. La sua abilità unica è Telefono illimitato, permettendogli non solo di inviare messaggi attraverso la barriera elfica ma anche per tutti i continenti.
Saki Temarikawa (手鞠川咲?, Temarikawa Saki)
Doppiata da: Ikumi Hasegawa
Una degli studenti reincarnati tenuti al villaggio degli elfi, reincarnatasi come la figlia di Buirimus e venendo rapita dagli elfi quando era solo una bambina. La sua abilità unica è Amica degli animali, una versione più forte di quella del padre, che migliora la capacità di comunicazione con i mostri oltre a un aumento estremamente elevato della competenza nell'abilità di addomesticamento.
Issei Sakurazaki (桜崎一成?, Sakurazaki Issei)
Uno degli studenti reincarnati, soprannominato "Ichi". Nella sua vita precedente era il migliore amico di Hugo, l'unico in grado di capirlo veramente. Venne ucciso da Potimas poiché riteneva la sua abilità unica, Creazione del dungeon, troppo pericolosa: spendendo PM, infatti, poteva creare/espandere dei dungeon così come i mostri al loro interno; a causa del grande costo in PM il completamento richiede un'enorme quantità di tempo, ma le possibilità sono infinite. Oltre a ciò aveva, inoltre, le statistiche più alte di tutti i reincarnati, superando addirittura Shun.
Naofumi Kogure (小暮直史?, Kogure Naofumi)
Uno degli studenti reincarnati, noto per essere stato un piagnucolone che piangeva per le più piccole cose. Morì quando il villaggio in cui si era reincarnato fu attaccato dai mostri. La sua abilità unica era Lacrime versate, permettendogli di cristallizzare le proprie lacrime in modo da venire assimilate per garantire potenti effetti (buff di stato, raggio di tiro, ripristino di PV o PM ecc.).
Kouta Hayashi (林康太?, Hayashi Kouta)
Uno degli studenti reincarnati. Nella sua vita precedente era un membro del club di tennis. Morì in un incidente quando era ancora un bambino, ed è ciò che spinse la signora Oka a iniziare a proteggere i suoi studenti portandoli al villaggio degli elfi. La sua abilità unica era Risposta istantanea, che gli garantiva gli effetti di Pensiero accelerato, Concentrazione, Evasione, Potenziamento della vista e velocità al livello massimo.
Aiko Iijima (飯島愛子?, Iijima Aiko)
Doppiata da: Emiri Iwai
Una degli studenti reincarnati tenuti al villaggio degli elfi, soprannominata "Ai", e un'amica di Fei insieme a Kumiko. La sua abilità unica è Cantante, in grado di generare vari effetti in base al tipo di canzone che canta; non può, però, disattivarli, quindi gli elfi le hanno vietato di cantare, con sua grande frustrazione.
Kumiko Tonooka (外岡久美子?, Tonooka Kumiko)
Doppiata da: Ikumi Hasegawa
Una degli studenti reincarnati tenuti al villaggio degli elfi, soprannominata "Himi", e un'amica di Fei insieme ad Aiko. La sua abilità unica è Leader di tendenza, che migliora la capacità di rilevare i cambiamenti nelle tendenze e di avviarle da sola. Questa abilità ha una grande sinergia con l'abilità Leader di Sachi: se dovessero lavorare insieme e iniziare una ribellione, un paese potrebbe cadere in un solo giorno.
Masaru Tsushima (津島勝?, Tsushima Masaru)
Doppiato da: Satoshi Inomata
Uno degli studenti reincarnati tenuti al villaggio degli elfi. La sua abilità unica è Prematuro, che migliora notevolmente il guadagno di competenza su abilità di livello inferiore e non acquisite, scontando, inoltre, il numero dei punti abilità per il loro ottenimento. Nella light novel il nome di Masaru è scritto in modo diverso, causando una traduzione errata del suo nome in "Dai Tsushima" (津島大).
Ren Aikawa (相川恋?, Aikawa Ren)
Doppiato da: Shōya Ishige
Uno degli studenti reincarnati tenuti al villaggio degli elfi. È silenziosamente turbato dal fatto che non ha mai avuto una ragazza in nessuna delle sue vite. La sua abilità unica è Amante dei libri, permettendogli di lanciare la magia originale usando un libro che ha letto come un grimorio; l'effetto della magia dipende dal libro ed è sconosciuto finché non lo usa una volta.
Maki Shuuto (槙将羽登?, Shuuto Maki)
Doppiato da: Yuki Ito
Uno degli studenti reincarnati tenuti al villaggio degli elfi. È turbato dal fatto che ci siano più ragazze che ragazzi nel villaggio, pur essendo ignaro del fatto che una di loro, Mio, ha una cotta per lui. La sua abilità unica è Sfida, in grado di riflettere una parte di tutti i danni subiti e di aumentare il guadagno di competenza per tutte le abilità di tipo resistenza.
Mio Furuta (古田未央?, Furuta Mio)
Doppiata da: Misuzu Yamada
Una degli studenti reincarnati tenuti al villaggio degli elfi. È segretamente innamorata del suo compagno Maki. La sua abilita unica è Freccia dell'affetto, dandole la capacità di vedere l'affetto degli altri. Tenendo per mano qualcuno, inoltre, può scagliare una freccia magica che infligge danni in base al livello di affetto di quella persona.
Touko Segawa (瀬川柊子?, Segawa Touko)
Doppiata da: Ikumi Hasegawa
Una degli studenti reincarnati tenuti al villaggio degli elfi. Nella sua vita precedente era una fan dei manga shōjo. La sua abilità unica è Ragazza dei dolci, permettendole di convertire qualsiasi sostanza organica in zucchero; funziona anche sugli esseri viventi se è in grado di superare la difesa del bersaglio.
Chie Nanase (七瀬千恵?, Nanase Chie)
Doppiata da: Emiri Iwai
Una degli studenti reincarnati tenuti al villaggio degli elfi, venendo vista come una figura materna tra i suoi compagni. La sua abilità unica, infatti, è Materna, in grado di infliggere lo status Sonno abbracciando gli altri, aumentare il guadagno di competenza per le abilità di tipo curativo e migliorare gli effetti delle abilità di rigenerazione passive per coloro che le stanno vicino.

## Altri
Addetta al corpo (体担当?, Karada tantō), Addetta alla magia 1 (魔法担当一号?, Mahou tantō ichigo) e Addetta alla magia 2 (魔法担当二語?, Mahou tantō ni-go)
Doppiate da: Aoi Yūki
Un trio di personalità separate di Kumoko, create attraverso l'abilità Menti parallele, che le hanno tenuto compagnia durante la sua permanenza nel Gran labirinto di Elroe. Ognuna aveva una propria personalità: l'Addetta al corpo era esuberante, l'Addetta alla magia 1 esibizionista e l'Addetta alla magia 2 timida. Sfortunatamente, ognuna di loro incontra la propria fine a un certo punto: l'Addetta al corpo si fonde con Ariel, mentre le Addette alla magia vengono corrotte in seguito alla battaglia con la Regina Taratect, prendendo possesso degli Horo Neia nel labirinto e indirizzandoli verso la contea di Keren per renderli più forti, costringendo Kumoko a ucciderle.
Vestigia dell'Incubo (悪夢の残滓?, Akumu No Zanshi)
Doppiati da: Aoi Yūki
Una nuova specie di mostri ragno conosciuta come Horo Neia, ovvero la progenie di Kumoko quando era una Zana Horowa, creata attraverso l'abilità Deposizione delle uova sottratta alla Regina Taratect. All'inizio nati come Zana Horowa, ma poi evoluti in Horo Neia. Possiedono un'intelligenza pari a quella di un essere umano, comunicano attraverso la telepatia e sono assolutamente fedeli alla loro "Madre/Padrona". Nonostante la loro temibile reputazione, tuttavia, sono generalmente docili nei confronti degli umani a meno che non vengano provocati. Esattamente come la loro progenitrice, dispongono di una velocità notevole e la capacità di usare la magia.
Meiges Derra Analeit (メイゲス・デラ・分析する?, Meigesu Dera Analeito)
Doppiato da: Hiroshi Yanaka
Il re del Regno di Analeit e padre di Cylis, Julius, Leston, Shun e Sue. Nonostante la sua posizione si preoccupa profondamente per i suoi figli, benché non conosca veramente le loro personalità e sentimenti, come il senso di inferiorità e gelosia di Cylis nei confronti dei suoi tre fratelli e degli aspetti più maliziosi di Sue. Ciò lo porta, dopo aver appreso della tragica morte di Julius, a rendere Shun il suo erede dopo che ha ereditato il titolo di Eroe per tenerlo lontano dal campo di battaglia. Sfortunatamente, questo ha spinto il suo primogenito Cylis a ribellarsi contro di lui portandolo alla morte.
Leston (レストン?, Resuton)
Doppiato da: Shun'ichi Toki
Il terzo principe del Regno di Analeit e uno dei fratellastri maggiori di Shun. Nonostante abbia rinunciato alla sua pretesa al trono viene catturato durante la ribellione di Cylis e condannato all'esecuzione, per poi venire riportato in vita da Shun. In seguito, decide di rimanere nel regno per riportarlo all'ordine.
John Keren (ジョン・ケレン?, Jon Keren)
Doppiato da: Ryōta Iwasaki
Il padre di Sophia e il conte della contea di Keren. Quando Kumoko costruisce un nido nel suo territorio, cerca di non far arrabbiare il famigerato Incubo del Labirinto, e allo stesso tempo placare i diplomatici stranieri che volevano il ragno per sé. Tuttavia, le sue azioni finiscono per essere inutili, poiché la Chiesa della Parola Divina usa Kumoko come casus belli e dichiara guerra a Sariella. Viene ucciso quando la sua casa viene attaccata dalle forze nemiche, ma non prima di aver ordinato al maggiordomo di famiglia Merazophis di prendere Sophia e fuggire.
Seras Keren (セラス・ケレン?, Serasu Keren)
Doppiata da: Mirei Kumagai
La madre di Sophia e la contessa della contea di Keren. È una fervente seguace del Culto della Dea, convincendosi che Kumoko sia una Bestia Divina inviata da Sariel dopo aver salvato lei e Sophia da alcuni banditi. Viene uccisa insieme al marito durante la guerra di Sariella.
Meido (冥土?, Meido)
Una divinità di alto rango che assume le sembianze di una ragazza giapponese vestita da domestica. Possiede una forza fisica che si dice superi il limite del Sistema, rendendola la divinità più forte sul piano fisico ma risultando debole in altre cose. Proprio per questo è l'unica che può fisicamente mettere a tacere D e porre fine alle sue buffonate.